# قائمة مجلدات مانغا بليتش
مانغا بليتش يكتبها ويرسمها تايت كوبو. في اليابان، تنشرها شوئيشا في شونن جمب الأسبوعية منذ 20 أغسطس 2001. الفصل الأول من بليتش قد صدر في العدد 36-37 (عدد مزدوج) لسنة 2001. الحبكة تبدأ مع إيتشيغو كوروساكي وهو مراهق يأخذ قوى الشينيغامي روكيا كوتشيكي الذي يتولى مهامها بينما تتعافى. منذ ذلك الحين، إيتشيغو مضطر لقتال المجوفين وهي أرواح شريرة تتغذى على البشر.
جمعت شوئيشا الفصول المنفردة في سلسلة من مجلدات تانكوبون. أول مجلد قد نُشر في 5 يناير 2005. وآخر مجلد قد نُشر في 4 يوليو 2016. أنمي السلسلة قد أنتجه إستديو بيرو وتلفاز طوكيو، وبدأ عرضه في 5 أكتوبر 2004 وانتهى في 27 مارس 2012.
في 11 سبتمبر وحتى 13 نوفمبر 2012، أصدرت شوئيشا 45 مجلدًا رقميًا في متاجر الكتب الإلكترونية اليابانية. في 4 يونيو 2014، كان قد صدر 63 مجلدًا إلكترونيًا. النسخ الإلكترونية من السلسلة قد أُعيد إصدارها في شكل مجموعة من 10 مجلدات في 26 أبريل 2013؛ وفي 14 مارس 2014، كان قد أُصدر 6 مجموعات.

## قائمة المجلدات

### المجلدات 1-8: عميل الشينيغامي
| 1. الموت والفراولة (Death & Strawberry) 2. بداية (Starter) 3. ضرب الرأس (Headhittin') 4. لماذا تأكله؟ (WHY DO YOU EAT IT?) 5. بيندا•بليندا (Binda•blinda) 6. شق صغير. (microcrack.) 7. الببغاء وردي الخدين (The Pink Cheeked Parakeet) |

| 1. مطاردة تشاد (Chase Chad Around) 2. وحش ونقل [مطروح أرضًا] (Monster and a Transfer [Struck Down]) 3. وحش ونقل الجزء 2 [توت الموت] (Monster and a Transfer pt.2 [The Deathberry]) 4. العودة. [قنبلة التبييض أم أمي] (Back. [Leachbomb or Mom]) 5. بوابة النهاية (The Gate of The End) 6. مقياس سيء (BAD STANDARD) 7. دوار المدرسة!!! (School Daze!!!) 8. ارتجاج قفز جاك (Jumpin' Jack' Jolted) 9. مهدر لكن مطلوب (Wasted but Wanted) |

| 1. 6/17 2. 6/17 الجزء 2 "لا يمكنني الابتسام لا تلومني" (6/17 op.2 "Can't Smile Don't Blame") 3. 6/17 الجزء 3 "ذكريات في المطر" (6/17 op.3 "memories in the rain") 4. 6/17 الجزء 4 "واجه مجددًا" (6/17 op.4 "face again") 5. 6/17 الجزء 5 "فتى مقاتل" (6/17 op.5 戦う少年 تاتاكاو شونين) 6. 6/17 الجزء 6 "المعركة على القبر" (6/17 op.6 "BATTLE ON GRAVEYARD") 7. 6/17 الجزء 7 "نية حادة، نصل ممل" (6/17 op.7 "意志は鋭し、刃は鈍し" إشي وا سورودوشي، يايبا وا نيبوشي) 8. 6/17 الجزء 8 "تعاطفات الطريق الوحيد" (6/17 op.8 "All One Way Sympathies") 9. 6/17 الجزء 9 "فتى مقاتل 2" [خليط شجن السيجار] (6/17 op.9 "戦う少年2 [The Cigar Blues Mix]" "تاتاكو شونين2" [زا شيغا بورو ميكسو]) |

| 1. الجنة لا وجود لها (Paradise is Nowhere) 2. الأرواح ليست دائمًا معنا (Spirits Ain't Always WITH US) 3. أعراض المواكبة (Symptom of Synesthesia) 4. أوقف ذلك الغبي!! (Stop that stupid!!) 5. اتصال ثاني [لقد كان خارج نطاق فهمنا] (Second Contact[it was outside the scope of our understanding]) 6. الأبطال يمكنهم إنقاذك (HEROES CAN SAVE YOU) 7. البطل دائمًا معي؟ (Hero is Always With Me?) 8. مستقبل مهتز 7 (ROCKIN' FUTURE 7) 9. رامي الكوينسي يكرهك (Quincy Archer Hates You) |

| 1. أيمكنك أن تصبح عدوي؟ (Can You Be My Enemy?) 2. لأجل الانتقام، قدنا إلى الموت (我ら、報復の為に死に至りて واريرا هوفوكو نو تامي ني شي ني إتاريتي) 3. العبور الجرئ (Crossing The Rubicon) 4. منحني (BENT) 5. ذراع العملاق اليمنى (Rightarm of the Giant) 6. تنمو؟ (Grow?) 7. الأميرة والتنين (Princess & Dragon) 8. الأميرة والتنين الجزء 2 "العظيم" (Princess & Dragon PART.2"The Majestic") 9. الأميرة والتنين الجزء 3 "ست ورود" (Princess & Dragon PART.3"Six Flowers") |

| 1. متيقظ [للخطر] (Awaken[to the Threat]) 2. نقطة الغاية (Point of Purpose) 3. كارنيدس ~ العودة إلى الوراء (Karneades~Back to Back) 4. العودة إلى الوراء ~ السماء الممزقة (Back to Back~Tearing Sky) 5. مينوس غراندي (メノスグランデ مينوسو غوراندي، بالإسبانية "العظيم القليل") 6. متحرر (unchained.) 7. رامي الكوينسي يكرهك الجزء 2 [أعمى لكن خليط نزيف] (Quincy Archer Hates You Part 2 [Blind But Bleed Mix]) 8. الموت 3 (DEATH 3) 9. مشاعر لا حاجة لها (Needless Emotions) |

| 1. تشرفت بمقابلتك. سأهزمك (Nice to meet you. I will beat you.) 2. المبتدئ الذي لا يستطيع سؤاله عن اسمه (名も訊けぬ子供 نا مو كيكينو كودومو) 3. مغلق (SHUT) 4. ختام مكسور (broken coda) 5. مطر يوليو اللامنتهي (Unfinished July Rain) 6. فراغ (blank) 7. الدرس 1: ضربة واحدة! + مسجون في المنزل (Lesson 1: One Strike! + Jailed at Home) 8. الدرس 1-2: أسفل!! (Lesson 1-2: DOWN!!) 9. الدرس 2: الرمح المحطم (Lesson2 : Shattered shaft) |

| 1. الدرس 2-2: نهاية سيئة في الرمح (Lesson2-2:Bad Endin’ In The Shaft) 2. الدرس 2-3: انهيار الدائرة الداخلية (Lesson2-3 : Innercircle Breakdown) 3. العودة في الأسود (BACK IN BLACK) 4. تصادمات (Collisions) 5. النصل وأنا (THE BLADE AND ME) 6. نهاية الدروس (End of Lessons) 7. إجازة الصيف الأخيرة (最後の夏休み سايغو نو ناتسوياسومي) 8. التجمع 25:00 (25:00 gathering) 9. أين يخاف المجوفون أن يخطوا (Where Hollows Fear To Tread) |

### المجلدات 9-21: مجتمع الأرواح
| 1. الدخلاء (INTRUDERZ) 2. القطعة القوية (The Superchunk) 3. فؤوس رطبة (Drizzly Axes) 4. ذراع مفقودة، ذراع مفقودة (Armlost, Armlost) 5. مطر الدماء (血雨 تشي أمي) 6. متسابق الخنزير آتٍ (Boarrider Comin') 7. اسمي غانجو (俺様の名はガンジュ أوريساما نو نا وا غانجو) 8. مقابلته في القبو (meeT iT aT basemenT) 9. أربعة عشر يومًا على المؤامرة (FOURTEEN DAYS FOR CONSPIRACY) |

| 1. مشروع الشهاب (The Shooting Star Project) 2. اثنا عشر نغمة لقاء (Twelve Tone Rendezvous) 3. تركيبة متضاربة (Conflictable Composition) 4. تعالَ معي (COME WITH ME) 5. مشروع الشهاب 2 [وشم في السماء] (The Shooting Star Project 2[Tattoo On The Sky]) 6. الدخلاء 2 [خليط اختراق السقف] (INTRUDERZ 2[Breakthrough the roof mix]) 7. تكوين علاقات جيدة، حسنٌ؟ (Making Good Relations,OK?) 8. الرقص مع الرماح (Dancing With Spears) 9. نحن غير محظوظين (SO UNLUCKY WE ARE) 88.5. أبطال كاراكورا الخارقون (KARAKURA SUPER HEROES) |

| 1. إبداعي! ووداع! (Masterly! And Farewell!) 2. أراك تحت الألعاب النارية (See You Under a Firework) 3. ملك الفريشس (KING OF FREISCHÜTZ) 4. إبداعي! ووداع! [عودة] (Masterly! And Farewell! [Reprise]) 5. توجه للنجم (Steer For the Star) 6. علاقة تُسمَّى الندم (Gaol Named Remorse) 7. سحق (CRUSH) 8. صراع الدم الأحمر (BLOODRED CONFLICT) 9. تحدث عن خوفك (Talk About Your Fear) 10. نجم وكلب ضال (星と野良犬 هوشي تو نوراينو) |

| 1. سحابة الحرب السوداء الميتة (Dead Black War Cloud) 2. وردة على شفا الكارثة (それは岩壁の花に似て سوري وا غانبيكي نو هانا ني نيتي) 3. الانقسام تحت الساق الحمراء (Split Under The Red Stalk) 4. لا أحد يفوز (Nobody Beats) 5. هيمنة (Dominion) 6. الحي (The Undead) 7. الربيع، الربيع، يقابل الببر (Spring, Spring, Meets the Tiger) 8. سبب المواجهة (Cause For Confront) 9. الحرارة في الثقة (Heat In Trust) 0.8. خطأ رائع (A Wonderful Error) |

| 1. وقت للذعر (Time For Scare) 2. كببر لا يخطو على الزهور (花を踏まぬ虎のように هانا أو فومانو تورا نو يو ني) 3. جانب الكون المظلم (Dark Side of Universe) 4. أسود وأبيض (Black & White) 5. الحي 2 [الرفع والجنون] (The Undead 2 [Rise&Craze]) 6. الحي 3 [فرانتيكا المغلقة] (The Undead 3 [Closing Frantica]) 7. كل شيء عن العالم المفتت (崩れゆく世界のすべてについて كوزوريوكو سيكاي نو سوبيتي ني تسويت) 8. البقية (Remnant) |

| 1. صخور البرج الأبيض (White Tower Rocks) 2. البقية 2 [أنكر الظل] (Remnant 2[Deny the Shadow]) 3. العلامة السماوية (The Supernal Tag) 4. سر القمر (Secret of the Moon) 5. التصافح مع القنابل (Shake Hands With Grenades) 6. في العاقل نثق (In Sane We Trust) 7. لا تفقد السيطرة (Don't Lose Your Grip On) 8. تعهد فخري (Pledge My Pride To) |

| 1. الناس الصغار الصارخة (Crying Little People) 2. الجنون والعبقرية (Insanity & Genius) 3. آخر ما في حرب باطلة (The Last of a Void War) 4. بداية موت الغد (Beginning of the Death of Tomorrow) 5. اتحاد النضال المشترك العظيم (The Great Joint Struggle Union) 6. الشك [في الاغتيال] (Suspicion [for Assassination]) 7. الشك 2 [في الدموع] (Suspicion2 [of Tears]) -17. مقدمة للنجوم الشاردة (逸れゆく星々の為の前奏曲 هاغوريوكو هوشيبوشي نو تامي نو زينسوكيوكو) |

| 1. الإرادة الحقيقية (The True Will) 2. الحد الزاحف (Creeping Limit) 3. ذكريات في المطر 2 "الموسيقى الهادئة" (memories in the rain2 "the nocturne") 4. ذكريات في المطر 2 الجزء 2 "الشوق للمحراب" (memories in the rain2 op.2 "Longing For Sanctuary") 5. ذكريات في المطر 2 الجزء 3 "الخطو في الظلام" (memories in the rain2 op.3 "Stepping Into Darkness") 6. السيطرة المحيطة (Surrounding Clutch) 7. أفكار فردية (Individual Thoughts) 8. نعسان، دموي، مجنون (Drowsy,Bloody,Crazy) |

| 1. عضة في القمر (Bite at the Moon) 2. اركع للملك الرباح (Kneel to The Baboon King) 3. إلى أولئك الذين استولوا القمر (月を捉ものへ告ぐ تسوكي أو تسوكامونو إي تسوغو) 4. أرواح ملتهبة (Blazing Souls) 5. روزا رابيكونديور، ليليو كانديديور (Rosa Rubicundior,Lilio Candidior) 6. مهتز (Shaken) 7. شيطان يحب الظلام (Demon Loves the Dark) 8. العد التنازلي للنهاية: 3 [ضوء أعمى، دقة صماء] (Countdown to The End:3 [Blind Light,Deaf Beat]) 9. العد التنازلي للنهاية: 2 [السيدة لينون ~ فرانكشتاين] (Countdown to The End:2 [Lady Lennon~Frankenstein]) 10. العد التنازلي للنهاية: 1 [فقط بالحمد] (Countdown to The End:1 [Only Mercifully]) |

| 1. العد التنازلي للنهاية: 0 (Countdown to The End:0) 2. عودة توت الموت (Deathberry Returns) 3. شبح السرعة (The Speed Phantom) 4. حوار فارغ (Empty Dialogue) 5. إله الوميض (The God of Flash) 6. أفعال دنيئة / أطفال رهيبة (Redoundable deeds/Redoubtable babies) 7. مرحبًا في المطهر (Welcome to Purgatory) 8. قطة ودبور (Cat And Hornet) 9. أثنى النمر السماوية (Sky Leopardess) |

| 1. طريق طويل للوداع (LONG WAY TO SAY GOODBYE) 2. المعركة على تل المقصلة (Battle On Guillotine Hill9) 3. اخدش السماء (Scratch the Sky) 4. نهوض القمر الأسود (Black Moon Rising) 5. شبح السرعة 2 [الحرمان من الكبرياء، تناقض القوة] (THE Speed Phantom 2 [Denial by Pride, Contradiction by Power]) 6. الشخص الذي غير العالم (The One Who Changed the World) 7. جانب الكون المظلم 2 (The Dark Side of Universe 2) 8. أسود وأبيض 2 (Black & White 2) 9. غرفة الموت (Death Chamber) 10. خلفي، خلفك (Behind Me, Behind You) |

| -12.5. أزهر لتكون قمرًا باردًا (寒月に咲く كانغيتسو ني ساكو) 1. نهاية التنويم المغناطيسي (end of hypnosis) 2. نهاية التنويم المغناطيسي 2 [المكهرب] (end of hypnosis2 [the Galvanizer]) 3. نهاية التنويم المغناطيسي 3 [الضباب الأزرق] (end of hypnosis3 [the Blue Fog]) 4. نهاية التنويم المغناطيسي 4 [سجناء في الجنة] (end of hypnosis4 [Prisoners in Paradise]) 5. نهاية التنويم المغناطيسي 5 [واقف لهزيمتك] (end of hypnosis5 [Standing to Defend You]) 6. نهاية التنويم المغناطيسي 6 [الجبهة المتحدة] (end of hypnosis6 [The United Front]) 7. نهاية التنويم المغناطيسي 7 [الحقيقة تحت أوتاري] (end of hypnosis7 [Truth Under My Strings]) 8. نهاية التنويم المغناطيسي 8 [الطعن والخز] (end of hypnosis8 [the Transfixion]) 9. نهاية التنويم المغناطيسي 9 [طوق كامل] (end of hypnosis9 [Completely Encompass]) 10. نهاية التنويم المغناطيسي 10 [لا أحد يقف على السماء] (end of hypnosis10 (No One Stand On the Sky)) |

| 1. اعتراف في الشفق (Confession in the Twilight) 2. شيء في الآثار (Something in The Aftermath) 3. وقد توقف المطر (AND THE RAIN LEFT OFF) 4. عد من العاصفة [البدأ لكونشيرتو جديدة] (GET BACK FROM THE STORM [TRIGGER FOR A NEW CONCERTO]) 5. عيون المجهول (eyes of the unknown) 6. سكوت (HUSH) 7. كن عائلتي أو لا (BE MY FAMILY OR NOT) 8. أخبر أطفالك الحقيقة (Tell Your Children The Truth) 9. شجن السيجار الجزء الثاني (THE CIGAR BLUES PART TWO) |

### المجلدات 22-48: الآرانكر
| 1. اسحق العالم أرضًا (CRUSH THE WORLD DOWN) 2. تصميم (RESOLVE) 3. الغزاة (Conquistadores) 4. الغزاة 2 "اللحن الصارخ" (Conquistadores 2 “Screaming Symphony”) 5. الغزاة 3 [الكاهنة المُطارَدة] (Conquistadores 3 [Hounded Priestess]) 6. الغزاة 4 [الأبنوس والعاج] (Conquistadores 4 [Ebony&Ivory]) 7. الغزاة 5 [القمامة] (Conquistadores 5 [La Basura]) 8. الموت والفراولة (مكرر) (Death & Strawberry(Reprise)) 9. الكم الدائرة الحجرية أرضًا (PUNCH DOWN THE STONE CIRCLE) 10. اقتراب الخطر (The Approaching Danger) |

| 1. تنافر الثلج البارد (The Icecold Discord) 2. قبيح (Ugly) 3. ليلة المطرقة (Night of Sledgehammer) 4. الرياح الثلجية (Wind & Snowbound) 5. سوء الحظ! (Mala Suerte!) 6. سوء الحظ! 2 "الوحش" (Mala Suerte!2 "El Monstruo") 7. سوء الحظ! 3 "وحش دموي" (Mala Suerte!3 "Monstruo Sangriento") 8. سوء الحظ! 4 [وحش متقلب] (Mala Suerte!4 [Monstruo Monstruoso]) 9. قصة جانبية أ - الرمل (side-A the sand) 10. قصة جانبية ب - الدوَّار (side-B the rotator) اتحاد نساء الشينيغامي (Shinigami Women's Association) |

| 1. سوء الحظ! 5 [محظوظ] (Mala Suerte!5 [LUCKY]) 2. وضع: الإبادة الجماعية (Mode:Genocide) 3. المقص (The Scissors) 4. ارفع الحد (Lift the Limit) 5. إظهار القوة الحقيقية (Turn the True Power On) 6. سكتة العقل (Stroke of Sanity) 7. لن تسمع اسمي بعد الآن (You Don't Hear My Name Anymore) 8. تافه (Trifle) 9. شجن ملازمي الإله (Immanent God Blues) |

| 1. اسحب إلهك خارجًا (Tug Your God Out) 2. قمع الظلام (The Suppression of Darkness) 3. حفرة في قلبي (Hole In My Heart) 4. جانب الكون المظلم 3 (Dark Side of Universe 3) 5. أبيض وأسود 3 (Black & White 3) 6. ملك وحصانه (King & His Horse) 7. لنأكل نهاية العالم (Let Eat The World's End) 8. عرش لا يهتز (NO SHAKING THRONE) 9. إنشاء القرمزي (The Scarlet Creation) |

| 1. مرح مُقلَّد (Imitated Gaiety) 2. انزلق إلى حاجزي (Slip Into My Barrier) 3. حق القلب (The Right of The Heart) 4. الجندي الأعزل (The Swordless Soldier) 5. لا تنظر إلى الخلف (Don't Look Back) 6. العاصفة العاوية (The Howling Tempest) 7. غزو الموتى البيض (Dead White Invasion) 8. محرك الماسكارون (The Mascaron Drive) 9. محرك الماسكارون 2 (The Mascaron Drive 2) 10. المغتصب (El Violador) |

| 1. ليس تفاوض (Not Negotiation) 2. القابض المجمد (The Frozen Clutch) 3. الشمس قد غربت (The Sun Already Gone Down) 4. وداعًا أيتها الأيام الذهبية (goodbye, halcyon days.) 5. عقاب دون أجنحة (Eagle Without Wings) 6. عقبان مجنحة (WINGED EAGLES) 7. تجديد (regeneration.) 8. لهب فضي (Silverflame.) 9. رجلان يحترقان (TWO MEN ARE BURNING) |

| 1. البرجمة والسهم (The Knuckle & The Arrow) 2. مولود من الخوف (Born From The Fear) 3. الطريق دون أعداء (THE WAY WITHOUT ENEMIES) 4. أخوا الصحراء العظيمان (The Great Desert Bros.) 5. متحدان في الصحراء (United On The Desert) 6. لازلنا أحياء، إلى هذه المكان (再び生きて この場所へ فوتاتابي إكيتي، كونو باشو إي) 7. العودة إلى البراءة (Back to the Innocence) 8. خمس طرق لثلاثة أشخاص (Five Ways To Three Figures) 9. محاضرة بارون الفترة الأولى (Baron's Lecture 1st Period) |

| 1. رد على محاضرة بارون (REBUT TO THE BARON'S LECTURE) 2. لا تناديني بنينو (Don't Call Me Niño) 3. إرسال الشوكولاتة هنا (Deja Chocolate Aquí) 4. لا تتنفس في الشجيرة (DON'T BREATHE IN THE BUSH) 5. بقعة لا نهائية (Infinite Slick) 6. الأوبرا المهدمة (The Slashing Opera) 7. قاطع الروح (Seeleschneider) 8. وميض النيران (Flicker Flames) 9. ذراع العملاق اليمنى 2 (RIGHTARM OF THE GIANT2) بليتش على الشاطئ!! (BLEACH on the BEACH!!) |

| 1. ذراع الشيطان اليسرى (LEFTARM OF THE DEVIL) 2. غير قابل للدمج (Unblendable) 3. غير متوقع (Unexpected) 4. لا تقل ذلك الاسم مجددًا (Don't Say That Name Again) 5. فجر الثقب (Bang The Bore) 6. الاختفاء بعيدًا عن الشمس (Hide Away From The Sun) 7. جحافل من الريغليتس (Legions of the Reglets) 8. لا يجب أن تموت (君 死にたもうこと勿れ كيمي شينيتامو كوتو ناكاري) 9. النهاية قريبة (The End is Near) |

| 1. تحذير (WARning) 2. إذا نهضت من الرماد (If You Rise From The Ashes) 3. لا تقتل شهوتي (Don't Kill My Volupture) 4. كلب يأكل كلب (DOG eat DOG) 5. الوحش (The Monster) 6. الجبهة المتحدة 2 [الأحمر والأبيض] (United Front 2[Red&White]) 7. وحش حاجب (Blockin' Beast) 8. صدأ التوافق (Corrosion of Conformity) 9. شفاء التحطم (Heal for The Crash) |

| 1. الوداجيون (Jugulators) 2. الوداجيون 2 (Jugulators2) 3. ضوضاء السوقيين (THE VULGARIAN NOISE) 4. الخوف البدائي (THE PRIMAL FEAR) 5. أنت لا تجرح بعد الآن (You don't hurt anymore) 6. تاريخ النمر والظلال (Historia de Pantera y su Sombras) 7. الوحدة المفترسة - عزلة الملك (肉喰みて、ひとりー王の孤独 شيشي هاميتي، هيتوري - أو نو كودوكو) 8. إعدامك واقفًا (Guillotine You Standing) -16. الموت في الحقول الجليدية (氷原に死す هيوغين ني شيسو) |

| 1. لا تنسَ حتى تموت (Don't Forget Till You Die) 2. النكتة السيئة (THE BAD JOKE) 3. قناع الندبة (The Scarmask) 4. أطلق عنان الوحش (Unleash The Beast) 5. شكرًا للدفاع عني (Thank You For Defend Me) 6. تمزق نسختي المتماثلة (Rupture My Replica) 7. الحث للاتحاد (urge for unite) 8. إن دعوتني بالوحش، سأقتلك كالزوبعة (IF YOU CALL ME BEAST, KILL YOU LIKE TEMPEST) 9. المهمة الأخيرة (The Last Mission) |

| 1. تغيرت مرارًا وتكرارًا (Changed Again And Again) 2. ملك القتل (King of The Kill) 3. دخلاء 3 (INTRUDERZ3) 4. الحرب اللفظية (The Verbal Warfare) 5. لعنة اسمها الحب (Curse Named Love) 6. لا شيء كالمساواة (Nothing Like Equal) 7. فخر على النصل (Pride on the Blade) 8. دمدم - دمية - مذهول (Dumdum-Dummy-Dumbstruck) 9. معركة البرابرة (Battle of Barbarians) 10. العنقاء الناهضة (The Rising Phoenix) |

| 1. غير المثالي جيد (Not Perfect is GOoD) 2. عضه، شقه (Bite it, Slash it) 3. شيطان من المدار (SATAN FROM ORBIT) 4. ادعُ لأجل فرس النبي (Pray for the Mantis) 5. أربع أذرع لقتلك (FOUR ARMS TO KILLING YOU) 6. الأحياء 4 (The Undead 4) 7. أعلى من القمر (Higher Than The Moon) 8. لإغلاق عالمكم (TO CLOSE YOUR WORLD) 9. الجانب الليلي للاختطاف (Night Side of Abduction) 10. مسيرة الموتى (MARCH OF THE DEATH) |

| -108. إعادة البندول إلى الوراء (TURN BACK THE PENDULUM) -107. إعادة البندول إلى الوراء 2 (Turn Back The Pendulum 2) -106. إعادة البندول إلى الوراء 3 (Turn Back The Pendulum 3) -105. إعادة البندول إلى الوراء 4 (Turn Back The Pendulum 4) -104. إعادة البندول إلى الوراء 5 (Turn Back The Pendulum 5) -103. إعادة البندول إلى الوراء 6 (Turn Back The Pendulum 6) -102. إعادة البندول إلى الوراء 7 (Turn Back The Pendulum 7) -101. إعادة البندول إلى الوراء 8 (Turn Back The Pendulum 8) -100. إعادة البندول إلى الوراء 9 (Turn Back The Pendulum 9) |

| -99. إعادة البندول إلى الوراء 10 (Turn Back The Pendulum 10) -98. إعادة البندول إلى الوراء 11 (Turn Back The Pendulum 11) -97. لنوقف البندول (Let Stop The Pendulum) 1. الحافة المتأرجحة (Swang the Edge Down) 2. ستة قلوب ستدق كأنها قلب واحد (Six Hearts Will Beat As One) 3. خمسة أبراج / أربع دعائم (Five Towers/Four Pillars) 4. نمل وتنانين (Ants And Dragons) 5. الجمال متفرد جدًا (Beauty is So Solitary) 6. الشوك والعليق الأسودان (Black Briers and Brambles) 7. قسم تحت الوردة (Oath Under The Rose) |

| 1. قاتم ومروع ومليء باليأس (Gloomy, Ghastly and Full of Despair) 2. الحاصد (The Reaper) 3. خوف القتال (Fear For Fight) 4. اصرع الوحش (Knockdown Monster) 5. اصرع الوحوش (Knockdown Monsters) 6. نقاش البرجمة (The Knuckle Debate) 7. ثورة هائجة (RAGING RAMPAGE) 8. سيوف متقاطعة (CROSSING SWORDS) 9. لا تصدق الجلد (Don't Believe The Hide) |

| 1. الإبرة الواخزة (Stingy Stinger) 2. الرماد والسلمندر (Ash & Salamander) 3. رواسب التنويم المغناطيسي (Dregs of Hypnosis) 4. عصب الخرافي (chimaera chord) 5. الجلاد (El Verdugo) 6. قاعة في جحيمك (Hall In Your Inferno) 7. اسقط في جحيمي (Fall Into My Inferno) 8. أرقام محضري الموت (The Deathbringer Numbers) 9. الاستعداء (The Antagonizer) |

| 1. الحسد (The Envy) 2. الطمع (The Greed) 3. الشراهة (The Gluttony) 4. الكبرياء (The Pride) 5. الكسل (The Sloth) 6. الغضب (The Wrath) 7. الشهوة (The Lust) 8. الشهوة 2 (The Lust 2) 9. الشهوة 3 (The Lust 3) |

| 1. الشهوة 4 (The Lust4) 2. الشهوة 5 (The Lust5) 3. الشهوة 6 (The Lust6) 4. الرماد (The Ash) 5. قلب (heart) 6. بقعة الدم الأزرق (Azul-Blood Splash) 7. طاغية الجماجم (Tyrant of Skulls) 8. عملاق الخوف (The Colossus of Fear) 9. ملك الغيوم (King of the Clouds) |

| 1. المسلة المجمدة (The Frozen Obelisk) 2. صدمة الملكة (Shock of the Queen) 3. أنا أكره الوحدة، ولكنها تحبني (I Hate Loneliness, But It Loves Me) 4. ذئاب عاوية (Howling Wolves) 5. مكتنز خارق من الجحيم (Superchunky from Hell) 6. منتقموت مبتسمون (Grinning Revengers) 7. بجانب من نحن (Whose Side Are We On) 8. ارتفاع المنتقمين (The Revenger's High) 9. عدوك هو عدوي (YOUR ENEMY IS MY ENEMY) |

| 1. الطفل الجسور (The Fearless Child) 2. ابصق على إلهك (Spit On Your Own God) 3. جدال الحياة على عرش الإله (神の視座にて 命を論ず كامي نو شيزا نيتي - إنوتشي أو رونزو) 4. مملكة المجوفين (Kingdom of Hollows) 5. الهراوة المعدنية الساخرة (The Metal Cudgel Flinger) 6. الذئاب لا تعوي وحدها (Wolves Ain't Howl Alone) 7. ذئاب رمادية، دم أحمر، ملابس سوداء، عظام بيضاء (灰狼・赤血・黒衣・白骨 كايرو، سيكِّيتسو، كوكوي، هاكوتسو) 8. إعدام وانقراض (EXecution, EXtinction) 9. إعدام وانقراض 2 (EXecution, EXtinction 2) 10. صراخ في الظلام (Shout at the Dark) |

| 1. عينا المنتصر (Eyes of the Victor) 2. التنافر (Falta de Armonia) 3. شيطان، شيطان، شيطان، شيطان (Devil, Devil, Devil, Devil) 4. الكلمات فقط لا تحبك (Words Just Don't Like You) 5. الجبهة المتحدة [خليط الحفلة الراقصة] (The United Front [Discordeque Mix]) 6. ثقة سابقة لأوانها (TOO EARLY TO TRUST) 7. لا أخاف من سيفك (Can't Fear Your Own Sword) 8. انقضه (Vice It) 9. الأجراس زرقاء (Bells Are Blue) |

| 1. مشتعل (Ignited) 2. عقاب دون أجنحة 2 [خليط سيد المعركة المطلق] (Eagle Without Wings 2 [EXTREME BATTLEMASTER MIX]) 3. عقبان مجنحة 2 (Winged Eagles 2) 4. إدراك ما وراء الموت (BEYOND THE DEATH UNDERSTANDING) 5. الأنهار الجليدية المشتعلة (The Blazing Glaciers) 6. الأنهار الجليدية الكاسرة (The Breaking Glaciers) 7. الجحيم المحترق (The Burnout Inferno) 8. الجحيم المحترق 2 (The Burnout Inferno 2) 9. الجحيم المحترق 3 (The Burnout Inferno 3) |

| 1. العضة (THE BITE) 2. حافة الصمت (Edge of The Silence) 3. العودة من العمى (BACK FROM BLIND) 4. قاتل الإله الوثني (DEICIDE) 5. قاتل الإله الوثني 2 (DEICIDE2) 6. قاتل الإله الوثني 3 (DEICIDE3) 7. قاتل الإله الوثني 4 (DEICIDE4) 8. قاتل الإله الوثني 5 (DEICIDE5) 9. قاتل الإله الوثني 6 (DEICIDE6) |

| 1. قاتل الإله الوثني 7 (DEICIDE7) 2. قاتل الإله الوثني 8 نهاية عهد الشرنقة (DEICIDE8 end of the Chrysalis Age) 3. قاتل الإله الوثني 9 (DEICIDE9) 4. قاتل الإله الوثني 10 (DEICIDE10) 5. قاتل الإله الوثني 11 (DEICIDE11) 6. قاتل الإله الوثني 12 (DEICIDE12) 7. قاتل الإله الوثني 13 (DEICIDE13) 8. قاتل الإله الوثني 14 (DEICIDE14) 9. قاتل الإله الوثني 15 (DEICIDE15) |

| 1. قاتل الإله الوثني 16 (DEICIDE16) 2. قاتل الإله الوثني 17 (deicide17) 3. قاتل الإله الوثني 18 [النهاية] (DEICIDE18 [THE END]) 4. قاتل الإله الوثني 19 (DEICIDE19) 5. قاتل الإله الوثني 20 (DEICIDE20) 6. قاتل الإله الوثني 21 [صخرة الإله المتعالي] (DEICIDE 21 [Transcendent God Rock]) 7. قاتل الإله الوثني 22 (DEICIDE22) 8. قاتل الإله الوثني 23 (DEICIDE23) 9. النصر الصامت (the silent victory) 10. بيِّض روحي (Bleach My Soul) |

### المجلدات 49-54: الشينيغامي البديل المفقود
| 1. العميل المفقود (The Lost Agent) 2. يوم دون أنغام (A Day Without Melodies) 3. البادئ 2 (The Starter2) 4. تنافر لذيذ (A Delicious Dissonance) 5. المعلوم (The Known) 6. مرحبًا في الإكسكيوشن (Welcome to our EXECUTION) 7. مرحبًا في الإكسكيوشن 2 (Welcome to our EXECUTION2) 8. مرحبًا في الإكسكيوشن 3 (Welcome to our EXECUTION3) 9. وحدة وجود الروح (The Soul Pantheism) |

| 1. المحضرون الكاملون الستة (The Six Fullbringers) 2. توت في الصندوق (Berry in the Box) 3. ذعر في بيت الدمى (Panic at the Dollhouse) 4. انضباط الوقت (The Time Discipline) 5. استراحة الصليب المعقوف (Swastika Break) 6. المقعدية (Knuckle Down) 7. علامة حريصة (KEEN MARKER) 8. صداقة مكتومة (Mute Friendship) 9. ضوء مكسور (Spotlight Brocken) |

| 1. ساحة المعركة الضحلة، هاوية الساحة الأخرى (Battlefield Shallows, Otherfield Abyss) 2. مخاطر الأحذية القذرة (Dirty Boots Dangers) 3. النهوض (The Rising) 4. النبضة المظلمة (The Dark Beat) 5. النبضة المظلمة 2 (The Dark Beat 2) 6. عبء (Load) 7. تحميل الكذب (LOADING TO LIE) 8. ليس عقار (Not be a Drug) 9. عزلة عمياء (Blind Solitude) |

| 1. مرحبًا في الإكسكيوشن 4 (Welcome to Our EXECUTION 4) 2. تآكل / انهيار (erosion/implosion) 3. اكتم صداقتك المتنفسة (Mute Your Breathe Friendship) 4. كاسر الغمد (Sheathebreaker) 5. نهاية الرابطة 1 (End of the Bond 1) 6. نهاية الرابطة 2 (End of the Bond 2) 7. نهاية الرابطة 3 (End of Bond 3) 8. نهاية كل الروابط (End of All Bonds) 9. الموت والفراولة 2 (Death & Strawberry 2) |

| 1. عودة توت الموت 2 (Deathberry Returns 2) 2. تعالَ حول دورنا (Come Around Our Turn) 3. لماذا أنا حزين (Why me sad.) 4. الحاجز الأقصى (Extreme Divider) 5. غرفة هادئة، قلب صاخب (Quiet Chamber, Noisy Heart) 6. عادم دم سيء (Bad Blood Exhaust) 7. غازٍ صارخ (Screaming Invader) 8. رجال حظ (Luck Men) 9. داهم كنصل (Raid as a Blade) 10. دمدمة الراية المتأخرة (Rag Lag Rumble) |

| 1. الدعاء للمفترسين (Pray for Predators) 2. الدعاء للمفترسين 2 (Pray for Predators 2) 3. حد شفرة القداس (Razoredge Requiem) 4. أعداء في الظلام (Enemies in the Dark) 5. ثق (beLIEve) 6. ظلال الرابطة (Shades of the Bond) 7. المفقود (THE LOST) 8. المفقود 2 (THE LOST 2) 9. المفقود 3 (THE LOST 3) 10. وداعًا لمنظمتنا الإكسكيوشن (Goodbye to Our Xcution) |

### المجلدات 55-74: حرب الألف عام
| 1. حرب الدم (The Blood Warfare) 2. التمزق (The Tearing) 3. تقدير سيء (Bad Recognition) 4. إعلان الحرب (KriegsErklärung) 5. الملتحي (The Buckbeard) 6. أحجار الأساس (Foundation Stones) 7. الحرق القرمزي (The Crimson Cremation) 8. تنفس لكن أُعميّ (Breathe but blind) 9. الرباط خلف الانفجار (Bond Behind Blast) 10. مسيرة نجم الصليب (March of the StarCross) |

| 1. مسيرة نجم الصليب 2 (MARCH OF THE STARCROSS 2) 2. ملاك ميت (TODEN ENGEL) 3. عدل الموازن (BALANCER'S JUSTICE) 4. ضوء السعادة (LIGHT OF HAPPINESS) 5. الفصل الخاتم الجزء الأول (THE CLOSING CHAPTER PART ONE) 6. شجن الغيتار النازف (BLEEDING GUITAR BLUES) 7. اقتل الظل (KILL THE SHADOW) 8. اقتل الظل 2 (KILL THE SHADOW 2) 9. المنقذ المظلم (THE DARK RESCUER) 10. منقذ في الظلام (RESCUER IN THE DARK) |

| 1. منقذ في الظلام الدامس (Rescuer In The Deep Dark) 2. سمع.خوف.هنا (Hear.Fear.Here) 3. الكرز الساقط (散桜 تشيساكورا) 4. الغضب كبرق (Wrath as a Lightning) 5. إلى ما وراء الرعد (雷鳴の彼方へ رايميه نو كاتانا إي) 6. النار (The Fire) 7. النار 2 (The Fire2) 8. النار 3 (The Fire3) 9. مثل نار مشتعلة (烈火の如 ريكَّا نوغوتوكو) 10. احتراق السماء والأرض حتى الرماد (天地灰尽 تينشي هاي جين) |

| 1. الانقراض (The Extinction) 2. الموت الدائم (立ちて死すべし تاتشيتي شيسوبيشي) 3. الوقوف المشتعل (THE STAND ABLAZE) 4. ضربة القمر المظلم (The Dark Moon Stroke) 5. مولود في الظلام (BORN IN THE DARK) 6. الآثار (relics) 7. الفرقة صفر (THE SQUAD ZERO) 8. الصعود إلى الجنة (THE STAIRWAY TO HEAVEN) 9. مشروع الشهاب (خليط الصفر) (The Shooting Star Project (ZERO MIX)) 10. ساخن، ساخن، حرارة (HOT, HOT, HEAT) 11. قاتلون ليسوا موتى (KILLERS NOT DEAD) |

| 1. حزب ناهم (A Piggy Party) 2. أحبه (Love it) 3. سيوف الأصل (Swords of Origin) 4. السقوط (The Drop) 5. حواف (Edges) 6. المعركة (The Battle) 7. الإقصاء من الجنة (Eliminate From Heaven) 8. كل شيء عدا المطر (Everything But the Rain) 9. كل شيء عدا المطر الجزء 2 "الأساسيات" (Everything But the Rain Op.2 "The Rudiments") 10. كل شيء عدا المطر الجزء 3 "ظلام القمر" (Everything But the Rain op.3 "Dark of the Moon") |

| 1. كل شيء عدا المطر الجزء 4 ظلام القمر الجريح (Everything But the Rain op.4 Dark of the Bleeding Moon) 2. كل شيء عدا المطر الجزء 5 "الضوضاء البيضاء" (Everything But the Rain op.5 "The White Noise") 3. كل شيء عدا المطر الجزء 6 "الجاذبية" (Everything But the Rain op.6 "The Gravitation") 4. كل شيء عدا المطر الجزء 7 "حفرة العتاب" (Everything But the Rain Op.7 "Hole of Reproach") 5. كل شيء عدا المطر الجزء 8 "مدافعون" (Everything But the Rain op.8 "Defenders") 6. كل شيء عدا المطر الجزء 9 "حقيقة يونيو" (Everything But the Rain op.9 "June Truth") 7. كل شيء عدا المطر الجزء 10 "أمير النور" (Everything But the Rain op.10 "Prinz von Licht") 8. الوقوف على الحافة (Standing On the Edge) 9. تقدم أقل (Prob-less, Progress) 10. السيف خمسة (THE SWORD FIVE) |

| 1. النصل وأنا 2 (THE BLADE AND ME 2) 2. النصل هو أنا (THE BLADE IS ME) 3. رسائل (Letters) 4. المشي مع المراقبين (Walking With Watchers) 5. الوشاح الأزرق (Blue Stripes) 6. الأيام التسعة الأخيرة (THE LAST 9DAYS) 7. سلام من الظلال (Peace from Shadows) 8. الجليد الرقيق (The Thin Ice) 9. مُحضِر العاصفة (The StormBringer) 10. طلقات مشتعلة (Blazing Bullets) |

| 1. المحرقات (The Burnt Offerings) 2. الخبث الأساسي (The Fundamental Virulence) 3. صليب مجمد (Frozen Cross) 4. أضواء يائسة (Desperate Lights) 5. البطل (THE HERO) 6. خانق الذئب (The Wolfsbane) 7. حياته قد وُضِعت جانبًا فعلاً (命はとうに置いてきた إنوتشي وا توني أويتي كيتا) 8. قلب الذئب (狼の心臓 أوكامي نو شينزو) 9. صواب الليلة (THE NIGHT RIGHT) 10. احتدام على منصة الحلبة (Rages at Ringside) |

| 1. الشرير (THE VILLAIN) 2. الشرير 2 (THE VILLAIN 2) 3. نجم النجوم لا يموت أبدًا (SUPERSTAR NEVER DIE) 4. الملوك الحمر متسمرو الشعر (Red Bristled Kings) 5. إله مثلك (God Like You) 6. ما هو خوفك؟ (What is Your Fear?) 7. رقصة مع بياض الثلج (Dance With Snowwhite) 8. سمع. خوف. هنا 2 (Hear. Fear. Here 2) 9. الضباب الأبيض (The White Haze) 10. أقرب، أقرب (Closer, Closer) |

| 1. وجهة نظر شيطانية (a Devilish Perspective) 2. الناسف (The Blaster) 3. أنا الحافة (I AM THE EDGE) 4. الموت في الرؤية (DEATH IN VISION) 5. علو القتلة (THE KILLERS HIGH) 6. علو القتلة 2 (THE KILLERS HIGH 2) 7. نصل (刃 يايبا) 8. الأحياء 5 (THE UNDEAD 5) 9. الأحياء 6 (THE UNDEAD 6) 10. الضوء (THE LIGHT) |

| 1. البطل 2 (THE HERO 2) 2. النجم السادر (The Headless Star) 3. النجم السادر 2 (The Headless Star 2) 4. النجم السادر 3 (THE HEADLESS STAR 3) 5. النجم السادر 4 (The Headless Star 4) 6. النجم السادر 5 (The Headless Star 5) 7. النجم السادر 6 (The Headless Star 6) 8. النجم السادر 7 (The Headless Star 7) 9. مشروع الشهاب [الثقة القديمة والجديدة] (The Shooting Star Project [The Old and New Trust]) 10. مسيرة خروج الأموات الأحياء (Marching Out the ZOMBIES) 11. مسيرة خروج الأموات الأحياء 2 (Marching Out The ZOMBIES 2) |

| 1. مسيرة خروج الأموات الأحياء 3 (Marching Out The ZOMBIES 3) 2. مسيرة خروج الأموات الأحياء 4 (Marching Out The ZOMBIES 4) 3. دمى المطاط (Rubb-Dolls) 4. دمى المطاط 2 (Rubb-Dolls 2) 5. دمى المطاط 3 (Rubb-Dolls 3) 6. عصفه الظل (Winded by the Shadow) 7. مشروع الشهاب [خليط لا بد أن نهزمك فقط] (The Shooting Star Project [We Only Have to Beat You Mix]) 8. وقت مبكر للفوز، وقت متأخر للمعرفة (Too Early To Win, Too Late To Know) 9. قنص (SNIPE) 10. على حافة القرمزي (VERGE ON VERMILLION) |

| 1. لعق الهلاك الجيد (Bane Licking Good) 2. بحق الجحيم (What The Hell) 3. إحياء (REVITALIZE) 4. لا تناديني باسمي (Don't Call My Name) 5. الفرقة الإلهية (Divine Division) 6. السيد (THE MASTER) 7. أكثر ظلامًا من الأسود (黒より黒し كورو يوري كوروشي) 8. "أ" ("A") 9. ضريح الجماجم (Mausoleum of Skulls) 10. موت ملك الأرواح (霊王死す ريو شيسو) |

| 1. قذر (DIRTY) 2. السلام العادي (The Ordinary Peace) 3. اقتل الملك (KILL THE KING) 4. ضاع كل شيء (All is Lost) 5. السيد ميميهاغي (ミミハギ様 ميميهاغي ساما) 6. عودة الإله (Return of the God) 7. الذراع المظلمة (The Dark Arm) 8. الخائن (The Betrayer) 9. أين تقف (Where Do You Stand) 10. حجاب الظلام (THE DARK CURTAIN) 11. العذاب (The Agony) |

| 1. ضد الحكم (Against The Judgement) 2. الناب (THE FANG) 3. اليغور الحي (LIVING JAGUAR) 4. الوليد المقدس (THE HOLY NEWBORN) 5. الخلق (The Creation) 6. نظام عالمي جديد (New World Orders) 7. بوابة الشمس (Gate of the Sun) 8. توأمة الشفق (The Twinned Twilight) 9. صديق (friend) 10. صديق 2 (friend 2) |

| 1. صديق 3 (FRIEND 3) 2. صديق 4 (friend 4) 3. لغز مقنع (Hooded Enigma) 4. وحش حساس (Sensitive Monster) 5. عزيزي، أمسك يدك (BABY, HOLD YOUR HAND) 6. غليان الحقد هو ذروة الهزل (Seething Malice is The Height of Comedy) 7. عزيزي، أمسك يدك 2 (BABY, HOLD YOUR HAND 2) 8. عزيزي، أمسك يدك 3 (التهويدة المجنونة رقم 7) (BABY,HOLD YOUR HAND 3 (Mad Lullaby no.7)) 9. عزيزي، أمسك يدك 4 [عندما أكون نائمًا] (BABY,HOLD YOUR HAND 4 [When I am sleeping]) 10. عزيزي، أمسك يدك 5 [العينان مفتوحتان] (BABY,HOLD YOUR HAND 5 [Eyes Are Open]) 520.5. السير تحت رسالتين (WALK UNDER TWO LETTERS) |

| 1. عزيزي، أمسك يدك 6 [انتظار الحب] (BABY,HOLD YOUR HAND 6 [Waiting For Love]) 2. عزيزي، أمسك يدك 7 [لا أنهي حلمي أبدًا] (BABY,HOLD YOUR HAND 7 [Never Ending My Dream]) 3. لا تطارد ظلاً (Don't Chase a Shadow) 4. العين الثانية (The Second Eye) 5. انتحار المسرح (THE THEATRE SUICIDE) 6. انتحار المسرح المشهد 2 (THE THEATRE SUICIDE SCENE 2) 7. انتحار المسرح المشهد 3 (The Theatre Suicide SCENE 3) 8. انتحار المسرح المشهد 4 (THE THEATRE SUICIDE SCENE 4) 9. انتحار المسرح المشهد 5 (The Theatre Suicide SCENE 5) 10. انتحار المسرح المشهد 6 (The Theatre Suicide SCENE 6) |

| 1. انتحار المسرح المشهد 7 (The Theatre Suicide SCENE 7) 2. الميت الدائم (Deadman Standing) 3. المعجزة (THE MIRACLE) 4. إله الرعد (GOD OF THUNDER) 5. إله الرعد 2 (GOD OF THUNDER 2) 6. المسائل المصيرية باردة (Fatal Matters Are Cold) 7. سيوجد صقيع (There Will Be Frost) 8. الإجابة المرئية (The Visible Answer) 9. كلماتي الأخيرة (MY LAST WORDS) 10. إله الرعد 3 (GOD OF THUNDER 3) 11. إله الرعد 4 (GOD OF THUNDER 4) |

| 1. الهدية (The Gift) 2. تشريح الأميرة (The Princess Dissection) 3. مملة، دمية، خاوية (空っぽ、傀儡、伽藍堂 كارابُّو، كايراي، غاراندو) 4. أكبر، أعلى صوتًا، أقوى (BIGGER, LOUDER, STRONGER) 5. أكبر، أسرع، أقوى (BIGGER,FASTER,STRONGER) 6. النصل 2 (刃 II يايبا 2) 7. القرمزي المثالي (The Perfect Crimson) 8. القرمزي المثالي 2 (The Perfect Crimson 2) 9. ابن الظلام (Son of Darkness) 10. أبي (Father) 11. أبي 2 (Father 2) |

| 1. دماء لأجل عظامي (Blood for My Bone) 2. قرن الخلاص (Horn of Salvation) 3. قرن الخلاص 2 (Horn of Salvation 2) 4. المستقبل الأسود (The Future Black) 5. النهاية (THE END) 6. النهاية 2 (THE END 2) 7. نهاية عالمين (THE END TWO WORLD) 8. نهاية العالم ذي الجانبين (The Two Sided World End) 9. نهاية الجانب المظلم من العالمين (The Dark Side of Two World Ends) 10. النصل (The Blade) 11. نهاية مثالية (無欠の果て موكيتسو نو هاتي) 12. الموت والفراولة (Death & Strawberry) |